# Secrétaire au Pétrole
Le poste de secrétaire au Pétrole est un ancien poste dans le gouvernement du Royaume-Uni. Il était associé à la Commission du Commerce.
En 1929, le secrétaire aux Mines (aujourd’hui disparu)  prit la responsabilité du pétrole.
En 1940, le département fut divisé en deux avec Geoffrey Lloyd et Sir Alfred Faulkner devenant respectivement secrétaire et sous-secrétaire permanent au Pétrole et David Grenfell et Sir Alfred Hurst, respectivement secrétaire et sous-secrétaire permanent aux mines.
Le 11 juin 1942, ces deux sous-départements de la Chambre de commerce furent transférés au nouveau ministère des Combustibles et de l'Energie, puis plus tard, au département du Commerce et de l'Industrie.

## Secrétaire au Pétrole 1940-1942
| Nom            | Entrée en fonction | Fin de mandat |
| -------------- | ------------------ | ------------- |
| Geoffrey Lloyd | 15 mai 1940        | 1942          |

- (en) Cet article est partiellement ou en totalité issu de l’article de Wikipédia en anglais intitulé « Secretary for Petroleum » (voir la liste des auteurs).